# Alopecosa longicymbia
Alopecosa longicymbia là một loài nhện trong họ Lycosidae.
Loài này thuộc chi Alopecosa. Alopecosa longicymbia được Savelyeva miêu tả năm 1972.